# Raymond Rogier van Foix
Raymond Rogier van Foix (overleden te Mirepoix op 27 maart 1223) was van 1188 tot aan zijn dood graaf van Foix. Hij behoorde tot het huis Foix.

## Levensloop
Raymond Rogier was de zoon van graaf Rogier Bernard I van Foix en diens echtgenote Cecilia Trencavel, dochter van burggraaf Raymond I Trencavel van Carcassonne. In 1188 volgde hij zijn vader op als graaf van Foix.
Toen Raymond Rogier en burggraaf Arnold van Castelbon hun bezittingen wilden samenvoegen, zagen graaf Ermengol VIII van Urgell en bisschop van Urgell Bernard de Villemur dit als een bedreiging en verklaarden ze de oorlog. De bisschop en de graaf vielen Castelbon en Foix binnen en namen Raymond Rogier en Arnold gevangen, waarna ze van maart tot september 1203 gevangenzaten. Uiteindelijk werden beide vorsten vrijgelaten na bemiddeling door koning Peter II van Aragón, die Raymond Rogier en Arnold goed kon gebruiken voor zijn strijd om de Languedoc te veroveren. In 1208 schonk Peter II enkele Catalaanse heerlijkheden aan Raymond Rogier, in 1209 gevolgd door de kastelen van Trenton en Quérigut. 
Raymond Rogier was eveneens een nauwe verwante en een trouwe bondgenoot van graaf Raymond VI van Toulouse. Hij werd geprezen om zijn omzichtigheid, ridderlijkheid, trouw en zijn liefde voor haute couture. Raymond Rogier was bovendien een beschermheer van de troubadours en hij schreef zelf ook verzen.
Net als Raymond VI van Toulouse beschermde Raymond Rogier van Foix de katharen, die door de Rooms-Katholieke Kerk als ketters werden beschouwd. Raymond Rogier was zelf geen kathaar, maar sommige van zijn familieleden waren dat wel. Zo was zijn echtgenote een parfaite, een kathaarse geestelijke. Zijn zus Esclarmonde was ook een parfaite. In 1215 moesten Raymond VI en Raymond Rogier wegens hun steun aan de katharen voor het Vierde Lateraans Concilie verschijnen, waar Raymond Rogier de verdediging van Raymond VI opnam tegen paus Innocentius III en de andere geestelijken. Hijzelf werd ervan beschuldigd om priesters te laten vermoorden hebben, wat Raymond Rogier niet ontkende. Integendeel, hij verklaarde zelfs spijt te hebben dat hij niet meer priesters had laten vermoorden.
Toen Simon van Montfort in 1209 in het begin van de Albigenzische Kruistochten Carcassonne veroverde, sloot Raymond Rogier een alliantie met graaf Raymond VI van Toulouse tegen de kruistocht. Hij heroverde Preixan en strafte de burgerij van Pamiers die de kruisvaarders hadden gesteund door hen op te sluiten in het kasteel van Foix. In 1211 won Raymond Rogier de slag bij Montgey. De kruisvaarders wreekten zich echter door het kasteel van Foix tot viermaal toe te belegeren. In 1214 gaf Raymond Rogier zich over, waarna het kasteel naar Simon IV van Montfort ging. 
Daarna steunde hij de rebellie van graaf Raymond VI van Toulouse tegen de kruisvaarders en nam hij in 1217 deel aan de verdediging van de stad Toulouse. De verdediging was succesvol en in juni 1218 sneuvelde Simon IV van Montfort toen hij Toulouse wilde innemen. Dit succes zorgde ervoor dat Raymond Rogier in 1218 opnieuw het kasteel van Foix bemachtigde. Tegen zijn dood in 1223 had Raymond Rogier zijn domeinen zo goed als volledig heroverd, op de versterkte stad Mirepoix na. Het was tijdens de belegering van deze stad dat hij in maart 1223 stierf. Zijn zoon Rogier Bernard II volgde hem op.

## Huwelijk en nakomelingen
Raymond Rogier huwde met Philippa van Montcada, die stamde uit een invloedrijke Catalaanse familie. Ze kregen volgende kinderen:
- Rogier Bernard II (1195-1241), graaf van Foix
- Cecilia, huwde in 1224 met graaf Bernard V van Comminges

Daarnaast had hij ook nog twee buitenechtelijke kinderen:
- Lupus (overleden in of na 1259), heer van Saverdun, co-heer van Mirepoix en seneschalk van Carcassonne
- Esclarmonde, een kathaarse parfaite, huwde in 1236 met Bernard d'Alion, een kathaar die in 1258 in Perpignan op de brandstapel eindigde.